# Суйсянь-Цзаоянское сражение

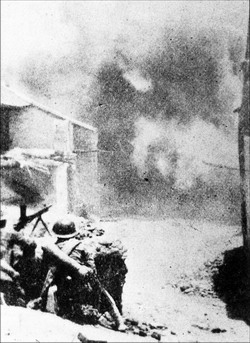
Бои в городе

Суйсянь-Цзаоянское сражение или Операция Сого — одно из крупных сражений между Национально-революционной армией Китая и японской императорской армией во время японо-китайской войны (1937—1945).
После победы при Ухане в октябре 1938 года японская армия прекратила стратегическое наступление и перешла к обороне, пытаясь закрепить оккупированные территории. Этим воспользовалась Национально-революционная армия Китая, которая с конца апреля 1939 года начала на различных театрах военных действий так называемое «Апрельское наступление». В районе севернее Уханя она атаковала южный участок железной дороги Пекин-Ухань.
С целью ликвидировать основные силы китайской армии в районе севернее Уханя 20 апреля 1939 года японская 11-я армия генерала Я. Окамуры начала крупное двухстороннее наступление в направлении Тунбай, Суйсянь и Цзаоян. Наступление поддерживалось постоянными воздушными атаками и применением химического оружия. 
1 мая 13-я и 16-я дивизии двинулись из Чжунсяна на север вдоль горных хребтов Дахун, чтобы атаковать Цзаоян с юга. Китайский 77-й корпус, защищавший Цзаоян, стойко выдержал первую атаку этих двух японских дивизий. Четыре дня спустя 13-я и 16-я дивизии прорвали оборонительные линии 77-го китайского корпуса и успешно захватили Цзаоян. К 12 мая эти две дивизии также захватили Танхэ, Наньян и Синье. Подошедшие с запада китайские 2-я и 33-я армейские группы пересекли реку Ханьшуй и атаковали западный фланг японских 13-й и 16-й дивизий. Тем временем 31-я армейская группа атаковала японцев там в лоб, нанесла им тяжелые потери и заставила отступать. 
3 мая из Иншаня и Синьяна начали наступление 3-я дивизия и 4-я кавалерийская бригада, чтобы атаковать Суйсянь и Тунбай и окружить 11-ю и 31-ю армейские группы. В горных хребтах Тунбай они столкнулись с 13-м, 84-м и 85-м китайскими корпусами, которым удалось остановить их наступление, не дав японцам соединить две наступающие колонны.
В результате последовавших скоординированных контратак НРА японские соединения были вынуждены отступить, и к 20 мая китайцы вернули себе всю ранее потерянную территорию.
В ходе месячной кампании китайцы потеряли 28 000 человек, японцы — 21 000.